# Премія імені Соломії Павличко
Премія імені Соломії Павличко — щорічна премія, що вручається одному з найвизначніших науковців Білорусі, Росії чи України, які працюють у галузі гуманістики і які сприяють науковій праці своїх колег.

## Історія
Премія була заснована в Санкт-Петербурзі 7 жовтня 2001 року на засіданні дорадчого комітету Американської ради освітніх товариств (англ. Advanced Cardiovascular Life Support, ACLS), що сприяє розвитку гуманітарної науки на теренах Білорусі, Росії та України. Перша премія була вручена Марії Зубрицькій — літературознавиці і перекладачці, проректорці з навчальної роботи Львівського національного університету імені Івана Франка, керівнику проекту «Розвиток гуманітарних програм» Центру гуманітарних досліджень Львівського національного університету, промоутерці багатьох наукових досліджень та проєктів в галузі гуманістики. Премія присвячена пам'яті Соломії Павличко (1958—1999) — науковиці в галузі порівняльного літературознавства, критика, перекладачки, засновниці та керівниці Видавництва наукової літератури «Основи», професорки та викладачки Національного університету Києво-Могилянська Академія, університетів Канади, США, країн Центральної та Східної Європи.

## Лауреати
- Барабаш Мар'яна Маркіянівна — українська літературознавиця, кандидат філологічних наук, старший науковий співробітник Інституту Івана Франка НАН України (2009, за статтю «Код лабіринту як предмет дослідження семіотичної антропології»)[1].
- Грицак Ярослав Йосипович — український науковець, історик і публіцист, доктор історичних наук, професор Українського Католицького Університету, директор Інституту історичних досліджень Львівського національного університету ім. І. Франка, перший віце-президент (1999—2005) Міжнародної асоціації україністів, головний редактор наукового річника «Україна модерна», член редакційної колегії часописів «Ab Imperio», «Judaica Ukrainica», «Критика», «Slavic Review», член наглядової ради журналу «Harvard Ukrainian Studies» (2003).
- Зубрицька Марія Олексіївна — українська літературознавиця, перекладачка, кандидат філологічних наук, проректор Львівського національного університету ім. І. Франка (2001).
- Кравченко Володимир Васильович — український історик та історіограф, доктор історичних наук, професор, завідувач кафедри українознавства Харківського національного університету імені В. Н. Каразіна (2010).
- Мельник Оксана Олегівна — українська літературознавиця, франкознавиця, кандидат філологічних наук, старша наукова співробітниця Інституту Івана Франка НАН України (2004, за статтю «Слово, мовчання й тиша у комунікативній структурі текстів М. Яцкова»)[2].
- Тихолоз Богдан Сергійович — український літературознавець, франкознавець, кандидат філологічних наук, доцент кафедри теорії і практики журналістики Львівського національного університету імені Івана Франка (2006).
- Тихолоз Наталія Богданівна — українська літературознавиця, франкознавиця, кандидат філологічних наук, старша наукова співробітниця Інституту Івана Франка НАН України (2011).
- Челецька Мар'яна Маркіянівна — українська поетеса, літературний критик, кандидат філологічних наук, доцент кафедри теорії літератури та порівняльного літературознавства Львівського національного університету ім. І. Франка (2012)[3].